# اکس تونک
اِکس تونک (به انگلیسی: Ex tunc) یک اصطلاح حقوقی است که از لاتین مشتق شده است و به معنای «از ابتدا» است. می‌توان آن را با اکس نونک که به معنای «از این به بعد» است مقایسه کرد. نمونه‌ای از کاربرد این اصطلاح را می‌توان در حقوق قراردادها یافت، که در آن ابطال قرارداد می‌تواند منجر به باطل بودن آن ex nunc شود، یعنی از آن به بعد، یا ex tunc، در این صورت به گونه‌ای رفتار می‌شود که گویی هرگز منعقد نشده است. به وجود
نمونه دیگر را می‌توان در دادگاه‌های کلیسا یافت. این دادگاه‌ها، پس از سازش ترنته در سال ۱۵۸۲، حق ابطال ازدواج ex tunc را به دست آوردند، به این معنی که دلیل خوبی وجود داشت که باید باطل شود. نتیجه این است که زوج مذکور از نظر کلیسا هرگز ازدواج نکرده‌اند و می‌توانند دوباره توسط یک کشیش ازدواج کنند، که معمولاً اگر طلاق می‌گرفتند نمی‌توانستند انجام دهند.
در برخی موارد، در دادگاه‌های ایتالیا سلب صلاحیت از دفاتر ناسازگار، ex tunc اعلام شده است.